# كارلوس ألفاريز (مغني)
كارلوس ألفاريز (بالإسبانية: Carlos Álvarez)‏ هو مغني ومغني أوبرا إسباني، ولد في 12 أغسطس 1966 في مالقة في إسبانيا.

## وصلات خارجية
- كارلوس ألفاريز على موقع IMDb (الإنجليزية)
- كارلوس ألفاريز على موقع ميوزك برينز (الإنجليزية)
- كارلوس ألفاريز على موقع أول ميوزيك (الإنجليزية)
- كارلوس ألفاريز على موقع ديسكوغز (الإنجليزية)
- كارلوس ألفاريز على موقع قاعدة بيانات الفيلم (الإنجليزية)